# Nada (roman de Laforet)
Pour les articles homonymes, voir Nada.
Nada est un roman écrit par Carmen Laforet en 1944, qui remporte le prix Nadal le 6 janvier 1945 ; plus tard en 1948, il obtient le prix Fastenrath de l'Académie royale espagnole. L’œuvre retint l'attention par la jeunesse de l'écrivaine, qui avait 23 ans, mais aussi par la description que cette dernière fait de la société. En effet, écrit et publié durant le franquisme, le roman critique la société espagnole de l'après guerre. C'est un roman du courant existentialiste dans lequel Carmen Laforet projette l'enlisement et la pauvreté dans laquelle se trouvait l'Espagne de l'après-guerre. L'écrivaine a réussi à décrire à travers cette œuvre, écrite dans un style littéraire novateur par rapport au style de l'époque, la lente disparition de la petite bourgeoisie après la guerre civile. 
De nombreuses critiques qualifieront l’œuvre d'autobiographique, ce que nie l'écrivaine dans l'introduction du recueil intitulé Novelas (1957) : « Ce n'est pas autobiographique, comme aucune de mes œuvres, bien qu'il parle d'une étudiante qui fait ses études à Barcelone, comme je l'ai fait par le passé. Même le fait de l'avoir mise dans une rue où j'ai moi-même vécu a de nombreuses fois été source d'interrogations. »
Nada fait partie de la liste des 100 meilleurs romans en espagnol du XXe siècle du journal espagnol El Mundo.

## Résumé
L'histoire se déroule à Barcelone, pendant la période d'après guerre. Elle est racontée par son personnage principal, Andrea, orpheline qui a été élevée dans un couvent. Le gouvernement espagnol octroie à la jeune femme une bourse d'études lui permettant de poursuivre ses études à Barcelone, dans la faculté de lettres. Lorsque Andrea arrive chez sa grand-mère (un lieu dont les souvenirs remontent à son enfance), ses illusions se brisent. Dans cet appartement de la rue de Aribau, où vivent également, sa tante Angustias, son oncle Roman, son autre oncle Juan accompagné de sa femme Gloria et Antonia la domestique, la tension demeure dans un espace caractérisé par la faim, la saleté, la violence et la haine. Andrea, qui est sans cesse critiquée et surveillée par sa tante, sent que sa vie va changer lorsque celle-ci part dans un couvent. A l'université, l’héroïne fait la connaissance d'Ena, d'une famille aisée, qui entretient une relation étrange avec son oncle Roman. Faisant croire qu'elle prend soin de lui, elle venge sa mère pour le comportement qu'il a eu envers elle des années auparavant. Roman participe au marché noir mais Gloria le dénonce aux autorités. Il se suicide par peur d'être arrêté par la police franquiste. Ena déménage à Madrid et propose à Andrea de la rejoindre. Son père lui offre un travail et propose aussi de lui payer ses études. Le roman s'achève lorsque Andrea monte dans la voiture de la famille de son amie et part, laissant derrière elle sa vie malheureuse de la rue de Aribau.

## Analyse
Le roman réussit à créer une atmosphère asphyxiante qui parvient jusqu'au lecteur. Le titre du roman s'explique par les nombreuses occasions où l'on demande à Andrea ce qu'elle ressent, pense et ce qui lui arrive et où, invariablement, elle répond toujours : "Nada" (Rien).

### Le contexte et l'espace dans le récit
L'histoire se déroule à Barcelone, où Andrea arrive pleine de rêves et d'espoirs d'une vie meilleure. Pourtant, c'est la déception qui l'attend à son arrivée et qui va la mettre à l'épreuve tout au long du roman. Andrea doit affronter la société bourgeoise et conservatrice des premières années d'après guerre, soumise au franquisme et terrassée par la famine, dans laquelle les femmes n'ont pas le droit de rêver ni de se surpasser, mais doivent se considérer comme de purs objets destinés uniquement à la maternité. Andrea alterne quotidiennement entre deux espaces : d'un côté l'appartement familial de la rue de Aribau où règnent la faim et la violence, et de l'autre, l'université, lieu de divertissement, de camaraderie et de joie.

## Œuvres inspirées du roman

### Films
- Nada, d'Edgar Neville (1947)

## Source de la traduction
- (es) Cet article est partiellement ou en totalité issu de l’article de Wikipédia en espagnol intitulé « Nada (novela) » (voir la liste des auteurs).